# Acker-Fuchsschwanzgras
Das Acker-Fuchsschwanzgras (Alopecurus myosuroides Huds., Synonym: Alopecurus agrestis L.), kurz auch Ackerfuchsschwanz genannt, ist eine einjährige Pflanzenart aus der Gattung der Fuchsschwanzgräser (Alopecurus) innerhalb der Familie der Süßgräser (Poaceae).

## Beschreibung

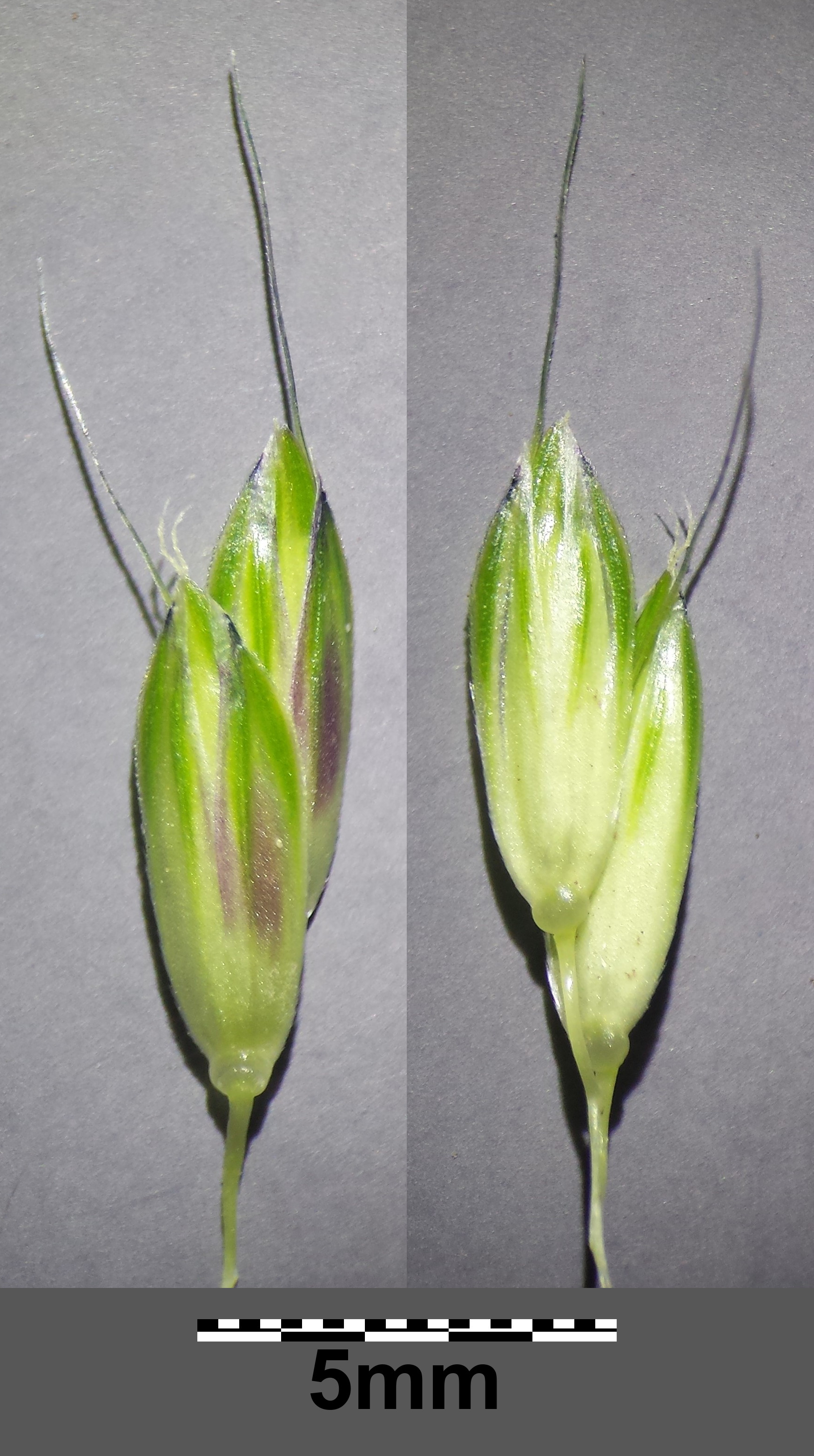
Ährchen

### Vegetative Merkmale
Das Acker-Fuchsschwanzgras ist eine einjährige Pflanze und wächst meist winterannuell und büschelig. Die Halme werden 15 bis 80 cm hoch, sind am Grund dicht verzweigt und aufrecht bis gekniet-aufsteigend. Ihre Oberfläche ist stark gerieft, entlang der ganzen Länge rau. Der Halm hat drei bis fünf Knoten. Die Blattscheiden sind rau, die obersten sind leicht aufgeblasen, die untersten sind sehr dünn. Das Blatthäutchen ist ein häutiger Saum von 2 bis 5 mm Länge. Die Blattspreiten sind 4 bis 15 cm lang und 3 bis 8 mm breit. Sie sind flach-ausgebreitet und besonders an der Oberseite und am Rand rau.

### Generative Merkmale

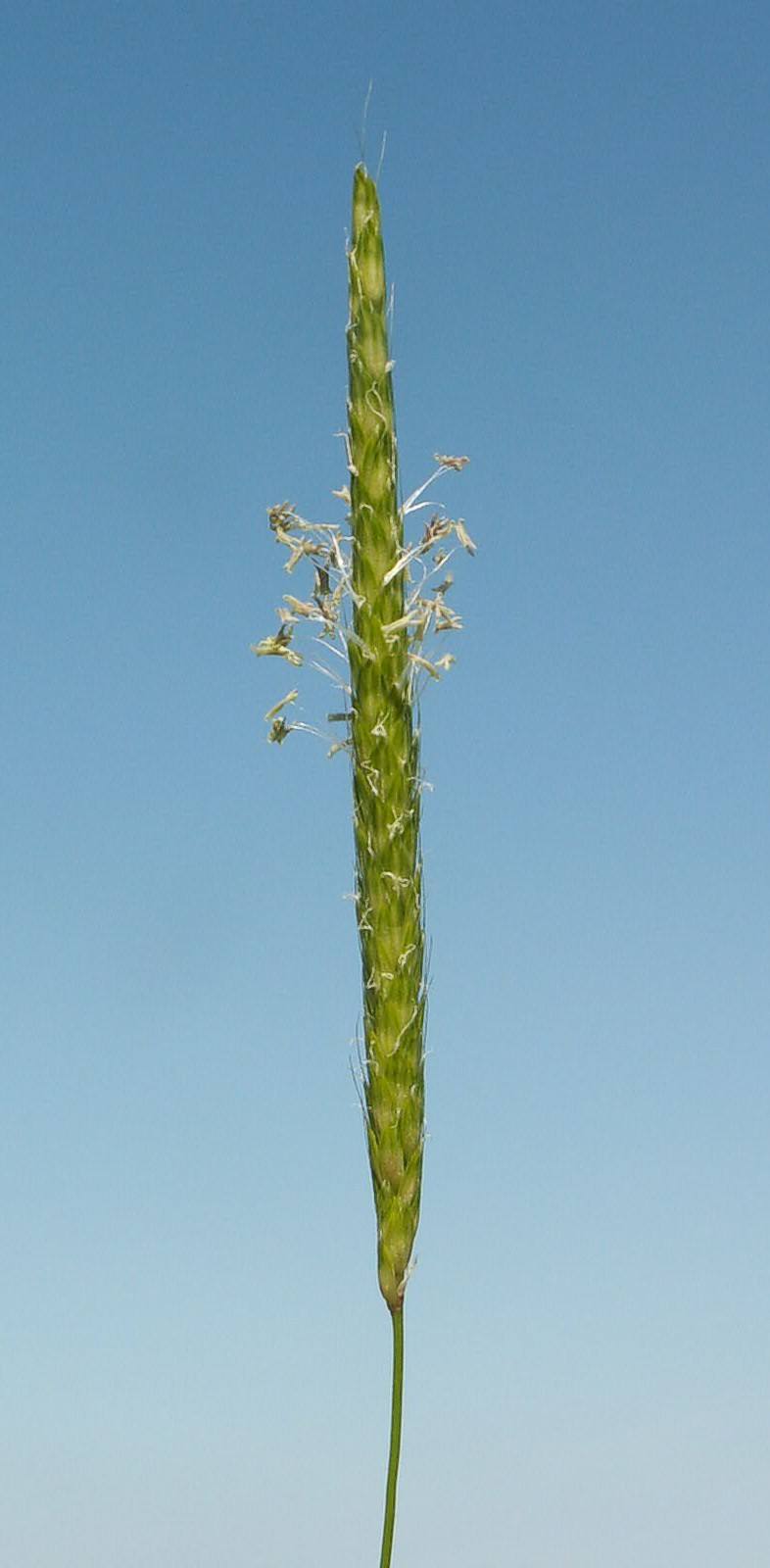
Blütenstand

Die Scheinähre ist 3 bis 12 cm lang, 4 bis 6 mm breit und dicht walzenförmig. Die Ährchen bestehen aus nur einer Blüte. Ohne Granne sind die Ährchen 4 bis 7 mm lang und von schmal-elliptischer Form. Zur Reife fallen sie als Ganzes ab. Die Hüllspelzen sind untereinander gleich. Im untersten Drittel bis Hälfte sind sie an den Rändern verwachsen. Sie haben drei Nerven und sind so lang wie das Ährchen, lanzettlich, mit Kiel, der in der oberen Hälfte 0,3 bis 0,5 mm breite Flügel hat. Kiel und Seitennerven sind im unteren Bereich behaart. Die Deckspelze ist viernervig, etwa gleich lang wie die Hüllspelze, lanzettlich, kahl. Im untersten Drittel sind ihre Ränder verwachsen, der Rücken trägt im untersten Viertel eine Granne. Die Granne ist gekniet, 8 bis 12 mm lang, die Untergranne ist gedreht, die Obergranne ist gerade, rau und ragt meist rund 4 mm über das Ährchen hinaus. Die Vorspelze fehlt. Die Staubbeutel sind 2,5 bis 4,5 mm lang. Blütezeit ist im Mai und im August/September.
Die Frucht ist 2 bis 3 mm lang, lang elliptisch und seitlich zusammengedrückt. Die Chromosomenzahl ist 2n = 14.

## Verbreitung und Standorte
Das Acker-Fuchsschwanzgras kommt von Westeuropa und dem Mittelmeerraum bis Zentralasien vor. In Nordamerika und anderen Gebieten wurde es eingeschleppt. In Europa kommt die Art in fast allen Ländern vor und fehlt nur in Irland, Lettland und Nordmazedonien.
In Mitteleuropa ist die Art alteingebürgert (Archäophyt). Im Südwesten, Westen und Norden Deutschlands ist die Art alteingebürgert und häufig. In Mittel- und Ostdeutschland ist sie häufig eingeschleppt und galt früher als sehr selten. In Österreich galt sie ebenfalls lange als sehr selten und unbeständig, scheint sich aber auszubreiten.
Das Acker-Fuchsschwanzgras wächst in Getreidefeldern, besonders in Wintergetreide. Daneben ist es an Wegen, auf Schuttplätzen, auf Brach- und Ödland zu finden. Es wächst auf mäßig frischen, nährstoff- und basenreichen Lehmböden, die oft kalkhaltig, humusarm und neutral bis mäßig sauer sind. Es ist eine Halblichtpflanze und ein Lehmzeiger. Die Art wurde im Gebiet der Alpen in Graubünden bei Pontresina in 1790 Meter Meereshöhe, bei St. Moritz in 1800 Meter und bei Samaden bei 1810 Meter beobachtet.
Die ökologischen Zeigerwerte nach Landolt et al. 2010 sind in der Schweiz: Feuchtezahl F = 3 (mäßig feucht), Lichtzahl L = 4 (hell), Reaktionszahl R = 4 (neutral bis basisch), Temperaturzahl T = 4 (kollin), Nährstoffzahl N = 3 (mäßig nährstoffarm bis mäßig nährstoffreich), Kontinentalitätszahl K = 4 (subkontinental), Salztoleranz = 1 (tolerant).
Pflanzensoziologisch ist es eine Verbandskennart der Haftdolden-Gesellschaften (Caucalidion platycarpi), kommt aber auch regelmäßig in Windhalm-Gesellschaften vor (Aperion spicae-venti).
In Ostfriesland ist für das Acker-Fuchsschwanzgras auch die Bezeichnung Swartgras belegt.

## Taxonomie und Systematik
Das Acker-Fuchsschwanzgras wurde 1762 von William Hudson in Flora Anglica Seite 23 als Alopecurus myosuroides erstveröffentlicht. Ein Synonym ist Alopecurus agrestis L. Seine Veröffentlichung in Species Plantarum ed. 2, Band 1 Seite 89 als Alopecurus agrestis von 1762 erschien aber erst im September 1762, während die von Hudson schon in der Zeit von Januar bis Juli 1762 erschien.
Man kann 2 Unterarten unterscheiden:
- Alopecurus myosuroides Huds. subsp. myosuroides
- Alopecurus myosuroides subsp. tonsus (C.I.Blanche ex Boiss.) Doğan (Syn.: Alopecurus agrestis var. tonsus C.I.Blanche ex Boiss.): Sie kommt in der Türkei, in Zypern, in der Ägäis und in Aserbaidschan vor.[4]

## Bedeutung
In Wintergetreide-Feldern kann das Acker-Fuchsschwanzgras als Unkraut auftreten. Wenn auf Feldern mehrfach Getreide angebaut wird, breitet es sich rasch aus. Eine Bekämpfung gilt als schwierig und erfolgt meist durch Fruchtwechsel.
Im integrierten Ackerbau entstehen durch das Acker-Fuchsschwanzgras dadurch erhebliche Ertragseinbußen, weil diese Grasart gegenüber verschiedenen Herbiziden Multiresistenzen entwickelt hat.

## Belege
Neben den in den Einzelnachweisen aufgeführten Quellen beruht der Artikel auf folgenden Unterlagen:
- Hans Joachim Conert: Pareys Gräserbuch. Die Gräser Deutschlands erkennen und bestimmen. Blackwell Wissenschafts-Verlag, Berlin, Wien 2000, S. 192, ISBN 3-8263-3327-6